# Pseudamphithoides incurvaria
Pseudamphithoides incurvaria is een vlokreeftensoort uit de familie van de Ampithoidae. De wetenschappelijke naam van de soort is voor het eerst geldig gepubliceerd in 1977 door Just.